# Одон (Індіана)
Одон (англ. Odon) — місто (англ. town) в США, в окрузі Дейвісс штату Індіана. Населення — 1397 осіб (2020).

## Географія
Одон розташований за координатами 38°50′32″ пн. ш. 86°59′19″ зх. д. / 38.84222° пн. ш. 86.98861° зх. д. (38.842336, -86.988487).  За даними Бюро перепису населення США в 2010 році місто мало площу 2,49 км², з яких 2,47 км² — суходіл та 0,02 км² — водойми.

## Демографія
Згідно з переписом 2010 року, у місті мешкали 1354 особи в 603 домогосподарствах у складі 347 родин. Густота населення становила 543 особи/км².  Було 686 помешкань (275/км²).
Расовий склад населення:
| - 98,3 % — білих - 0,6 % — корінних американців - 0,3 % — азіатів |

До двох чи більше рас належало 0,8 %. Частка іспаномовних становила 0,3 % від усіх жителів.
За віковим діапазоном населення розподілялося таким чином: 23,8 % — особи молодші 18 років, 52,2 % — особи у віці 18—64 років, 24,0 % — особи у віці 65 років та старші. Медіана віку мешканця становила 45,1 року. На 100 осіб жіночої статі у місті припадало 84,0 чоловіків;  на 100 жінок у віці від 18 років та старших — 78,9 чоловіків також старших 18 років.
Середній дохід на одне домашнє господарство  становив 43 796 доларів США (медіана — 30 714), а середній дохід на одну сім'ю — 60 418 доларів (медіана — 48 618). Медіана доходів становила 42 031 долар для чоловіків та 31 667 доларів для жінок. За межею бідності перебувало 18,4 % осіб, у тому числі 16,8 % дітей у віці до 18 років та 21,7 % осіб у віці 65 років та старших.
Цивільне працевлаштоване населення становило 549 осіб. Основні галузі зайнятості: виробництво — 24,6 %, освіта, охорона здоров'я та соціальна допомога — 20,8 %, публічна адміністрація — 13,5 %, роздрібна торгівля — 11,8 %.